# PSR J1930-1852
PSR J1930-1852 est un pulsar en orbite autour d'une autre étoile à neutrons. Il est le pulsar binaire qui possède la plus grande orbite connue à ce jour (mars 2015).
PSR J1930-1852 a été découvert à l'été 2012 par deux étudiants américains de niveau secondaire — Cecilia McGough, étudiante à la High School de Strasburg (Virginie), et De'Shang Ray, étudiant à la Paul Laurence Dunbar High School de Baltimore (Maryland) — participant à un atelier du Pulsar Search Collaboratory (PSC) de la National Science Foundation (NSF),.